# 坠儿
坠儿，《红楼梦》人物，贾宝玉的小丫环，与宝玉的另一个小丫环小红关系很好，曾为小红传递定情信物（第二十六回）。后来因为被發现偷了平儿的鐲子，被宝玉的大丫鬟晴雯撵了出去（第五十二回）。